# Ancône
Ancône is een gemeente in het Franse departement Drôme (regio Auvergne-Rhône-Alpes). De plaats maakt deel uit van het arrondissement Nyons. Ancône telde op 1 januari 2022 1.353 inwoners.

## Geografie
De oppervlakte van Ancône bedraagt 1,59 vierkante kilometer; de bevolkingsdichtheid is 862 inwoners per km² (per 1 januari 2019). Het grenst aan Montélimar.

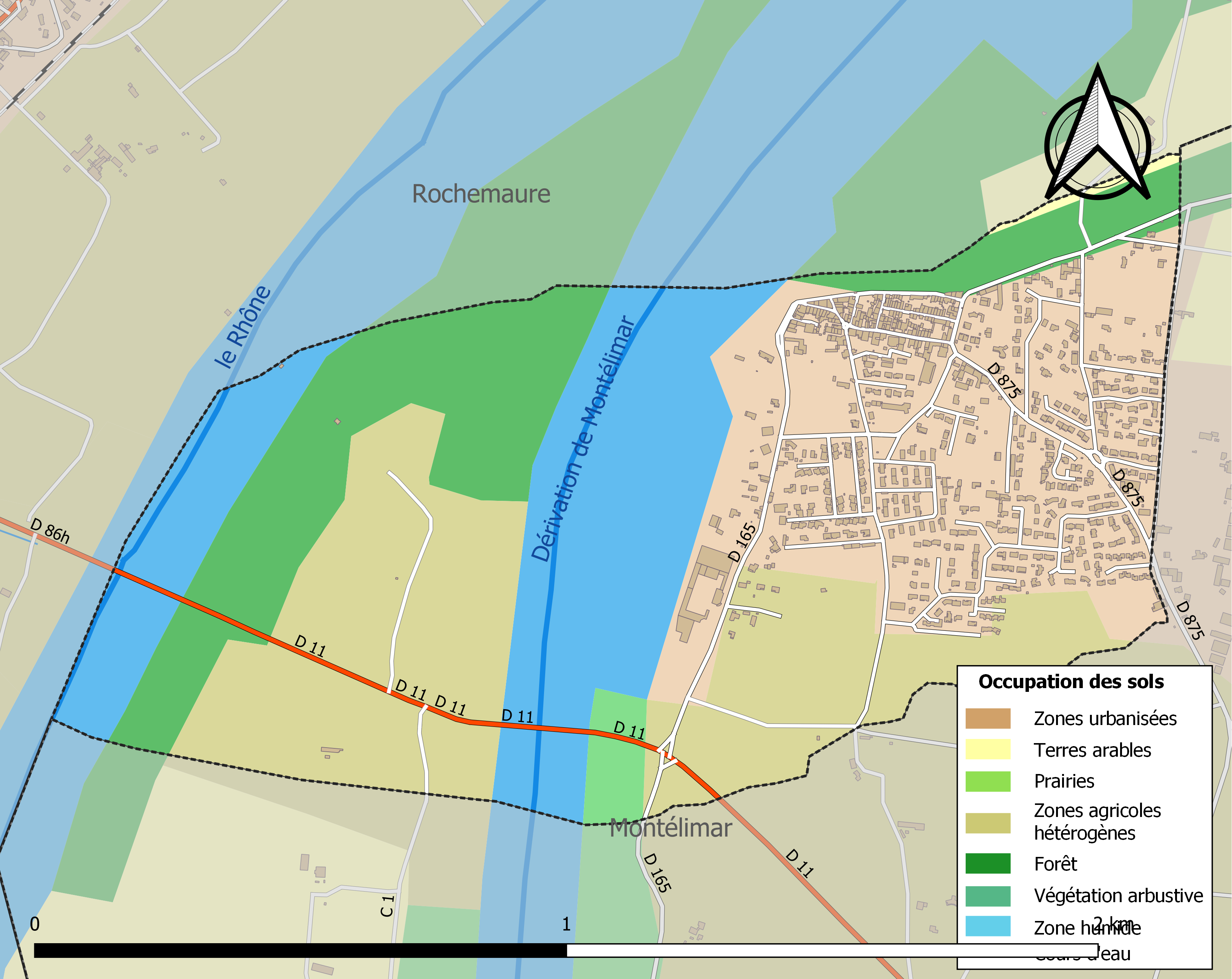
Kaart van de gemeente met belangrijkste infrastructuur, bodemgebruik en omliggende gemeenten

## Demografie
Onderstaande figuur toont het verloop van het inwonertal (bron: INSEE-tellingen).